# アサヒオリオン飲料
アサヒオリオン飲料株式会社（アサヒオリオンいんりょう）は、アサヒ飲料とオリオンビールが共同で出資した、アサヒ・オリオン（一部商品）・沖縄バヤリースブランドの清涼飲料製品の沖縄県における製造・販売代理店（エリアフランチャイズ）。

## 概要
1995年にカルピス子会社の沖縄カルピスビバレッジとして創業（1997年に沖縄カルピス販売に社名変更）。2009年4月に同じグループ会社の沖縄アサヒ販売から飲料事業部門を譲受、アサヒカルピスビバレッジが保有していた全株式のうち、アサヒ飲料に51%、オリオンビールに20%それぞれ譲渡して合弁会社化し、アサヒオリオンカルピス飲料を発足し事業を開始した。アサヒ飲料・カルピスが沖縄県での飲料事業拡大を狙い、当初は自動販売機を中心に、アサヒ飲料ブランドは量販店でも展開するようになった。2013年1月に沖縄配送センターが設立されたのに伴い、カルピスブランドも量販店向けの販売を開始。同年12月からはウィルキンソンブランドのリターナブル瓶の発売を開始した。
2014年12月をもって、バヤリースの沖縄県でのエリアフランチャイズ（商標・販売担当）だった沖縄バヤリースが解散することになったために、沖縄バヤリースからバヤリースの製造・販売権を譲り受けることになった。
2016年1月にアサヒ飲料がカルピスを吸収合併したことを受け、同年4月にアサヒオリオン飲料に社名変更した。
なお、同社に出資していたアサヒカルピスビバレッジは当社と同じ同年4月にアサヒ飲料販売に商号変更後、2023年1月にアサヒ飲料とダイドードリンコの合弁会社であるダイナミックベンディングネットワークの子会社へ移行され、2025年1月にダイドービバレッジサービス（現:ダイドーアサヒベンディング）へ吸収合併され解散したが、当社はオリオンビールからの出資を受けている関係で引き続きアサヒ飲料のグループ会社に属する。